# الإنصاف فيما يجب اعتقاده ولا يجوز الجهل به (كتاب)
الإنصاف فيما يجب اعتقاده ولا يجوز الجهل به كتاب في علم الكلام من تأليف القاضي أبو بكر الباقلاني الملقب بشيخ السنة، ولسان الأمة، المتكلم على مذهب أهل السنة، وأهل الحديث وطريقة أبي الحسن الأشعري. يعد من أهم كتب العقيدة الإسلامية لما يحويه من دلائل وبراهين نقلية وعقلية تساعد في معرفة وتمييز عقيدة أهل السنة الصحيحة.

## موضوع الكتاب
يتحدث الكتاب عن علم الله، وعلم الخلق، وعن صفات الله، وإثبات توحيد الله، وإثبات رؤيته يوم القيامة. وعن بعض الغيبات مثل إثبات عذاب القبر، وسؤال منكر ونكير، ورجوع الروح إلى الميت، ونصب الصراط والميزان والحوض والشفاعة والجنة والنار. وعن إثبات نبوة محمد وإمامة الخلفاء الراشدين والرد على المعتزلة في مسألة خلق القرآن وقضية خلق الله لأفعال العباد.

## سبب تأليفه للكتاب
السبب الرئيسي الذي دفع الإمام الباقلاني إلى تأليف هذا الكتاب، هو كما يقول في مقدمته للكتاب:
«أما بعد فقد وقفت على ما التمسته الحرة الفاضلة الدينة ـ أحسن الله توفيقها ـ لما تتوخاه من طلب الحق ونصـرته، وتنكب الباطل وتجنبه، واعتماد القربة باعتقاد المفروض في أحكام الدين واتباع السلف الصالح من المؤمنين، من ذكر جمل ما يجب على المكلفين اعتقاده ولا يسع الجهل به، وما إذا تدين به المرء صار إلى الالتزام الحق المفروض، والسلامة من البدع والباطل المفروض، وإني بحول الله تعالى وعونه، ومشيئته وطوله، أذكر لها جملا مختصرة تأتي على البغية من ذلك، ويستغنى بالوقوف عليها عن الطلب واشتغال الهمة بما سواه.»

## تنزيه الله عن الجهة والمكان
قال القاضي أبو بكر الباقلاني في الكتاب في بيان عقيدة أهل السنة والجماعة: «ويجب أن يعلم أن كل ما يدل على الحدوث أو على سمة النقص فالرب تعالى يتقدس عنه. فمن ذلك: أنه تعالى متقدس عن الاختصاص بالجهات، والاتصاف بصفات المحدثات، وكذلك لا يوصف بالتحول، والانتقال، ولا القيام، والقعود؛ لقوله تعالى: "ليس كمثله شيء" وقوله: "ولم يكن له كفواً أحد" ولأن هذه الصفات تدل على الحدوث، والله تعالى يتقدس عن ذلك فإن قيل أليس قد قال: "الرحمن على العرش استوى" . قلنا: بلى. قد قال ذلك، ونحن نطلق ذلك وأمثاله على ما جاء في الكتاب والسنة، لكن ننفي عنه أمارة الحدوث، ونقول: استواؤه لا يشبه استواء الخلق، ولا نقول إن العرش له قرار، ولا مكان، لأن الله تعالى كان ولا مكان، فلما خلق المكان لم يتغير عما كان.»

"وقال جعفر بن محمد الصادق عليه السلام: من زعم أن الله تعالى في شيء أو من شيء، أو على شيء، فقد أشرك؛ لأنه لو كان على شيء لكان محمولاً، ولو كان في شيء لكان محصوراً، ولو كان من شيء لكان محدثاً، والله يتعالى عن جميع ذلك".